# Gulkana
Gulkana és una concentració de població designada pel cens dels Estats Units a l'estat d'Alaska. Segons el cens del 2000 tenia 88 habitants.

## Demografia
Segons el cens del 2000, Gulkana tenia 88 habitants, 33 habitatges, i 19 famílies La densitat de població era de 0,9 habitants/km².
Dels 33 habitatges en un 36,4% hi vivien nens de menys de 18 anys, en un 27,3% hi vivien parelles casades, en un 30,3% dones solteres, i en un 42,4% no eren unitats familiars. En el 27,3% dels habitatges hi vivien persones soles el 12,1% de les quals corresponia a persones de 65 anys o més que vivien soles. El nombre mitjà de persones vivint en cada habitatge era de 2,67 i el nombre mitjà de persones que vivien en cada família era de 3,32.
Per edats la població es repartia de la següent manera: un 35,2% tenia menys de 18 anys, un 5,7% entre 18 i 24, un 29,5% entre 25 i 44, un 21,6% de 45 a 60 i un 8% 65 anys o més.
L'edat mediana era de 34 anys. Per cada 100 dones hi havia 95,6 homes. Per cada 100 dones de 18 o més anys hi havia 90 homes.
La renda mediana per habitatge era de 26.875 $ i la renda mediana per família de 27.750 $. Els homes tenien una renda mediana de 60.833 $ mentre que les dones 0 $. La renda per capita de la població era de 13.548 $. Aproximadament el 35,3% de les famílies i el 40,7% de la població estaven per davall del llindar de pobresa.

## Poblacions més properes
El següent diagrama mostra les poblacions més properes.